# Microsoft Office 2011 para Mac
Microsoft Office 2011 para Mac é a versão mais recente da suite de produtividade do Microsoft Office para Mac OS X . É o sucessor do Microsoft Office 2008 para Mac e é comparável ao Microsoft Office 2010 para Windows.
Microsoft Office 2011 inclui suporte empresarial mais robusto e apresenta maior relação com a edição do Windows. Sua interface esta mais semelhante ao Office 2007 e 2010 para Windows, com a interface Ribbon . Uma nova versão do Outlook, escrito usando o Mac OS X Cocoa API, retorna para o Mac pela primeira vez desde 2001 e possui total suporte para o Exchange 2007. Ele substitui o Entourage , que foi incluído no Office 2004 e 2008 para Mac . Suporte para macros no Visual Basic for Applications foram devolvidos depois de ter saído do Office 2008.
Office 2011 para Mac tem algumas limitações em relação ao Office 2010 para Windows. Ele não suporta controles ActiveX, e não consegue lidar com anexos de mensagens de e-mails enviadas a partir do Outlook para Windows no formato Rich Text, que são entregues como anexos winmail.dat. Ele também não suporta o formato OpenDocument . 
Duas edições estão disponíveis para o público em geral. Home & Student fornece Word , Excel e PowerPoint , enquanto a Home & Business acrescenta Outlook e maior suporte. O Microsoft Messenger 8 e o Microsoft Communicator 2011 para Mac estão incluídos em ambas as edições, que se comunica com Microsoft Lync Server que está disponível somente para clientes de licenciamento por volume. Office 2011 requer um Mac com processador Intel rodando Mac OS X versão 10.5.8 ou superior. 
Além disso, o Office 2011 oferece suporte a ferramentas de colaboração online, tais como o Windows Live SkyDrive e o Office Web Apps, permitindo que usuários do Mac e Windows simultaneamente editar documentos na web.

## Edições
| Aplicações e serviços                | Home & Student | Home & Business | Academic | Standard |
| ------------------------------------ | -------------- | --------------- | -------- | -------- |
| Word                                 | Incluído       | Incluído        | Incluído | Incluído |
| PowerPoint                           | Incluído       | Incluído        | Incluído | Incluído |
| Excel                                | Incluído       | Incluído        | Incluído | Incluído |
| Outlook                              | Não incluído   | Incluído        | Incluído | Incluído |
| Communicator                         | Não incluído   | Não incluído    | Incluído | Incluído |
| Office Web Apps                      | Não incluído   | Não incluído    | Incluído | Incluído |
| Remote Desktop Connection            | Não incluído   | Não incluído    | Incluído | Incluído |
| Information Rights Management        | Não incluído   | Não incluído    | Incluído | Incluído |
| Windows Share Point Services Support | Não incluído   | Não incluído    | Incluído | Incluído |
| Suporte Técnico                      | 90 dias        | 1 ano           |          |          |

A Home & Student Edition está disponível em uma única licença para um computador e um pacote de família para três computadores. A edição Home & Business está disponível em uma única licença para um computador e uma embalagem múltipla para dois computadores. Edição Standard só está disponível através de Licenciamento por Volume. A edição Acadêmico foi criado para o ensino superior de alunos, funcionários e professores incluidos em uma instalação.

## ODF
Microsoft Office para Mac 2011 não suporta o formato OpenDocument.

## Desenvolvimento
A Microsoft anunciou o Office 2011 em 2009. Havia seis versões betas liberadas:
- Beta 1
- Beta 2 (versão 14.0.0, Build 100326)
- Beta 3 (Build 100519), anunciada em 25 de maio de 2010 [11]
- Beta 4 (Build 100526)
- Beta 5 (Build 100709)
- Beta 6 (Build 100802)

O acesso a versões beta foram apenas por convite , embora cópias vazadas foram distribuídos entre computadore com Mac em sites de compartilhamento de arquivos. 
A versão final foi liberada para fabricação em 10 de setembro de 2010,  estava disponível para clientes de licenciamento por volume um dia depois,  e disponibilizados ao público em geral em 26 de outubro de 2010.